# بارك دي برينس
بارك دي برانس (بالفرنسية: Parc des Princes)‏ و(بالعربية: ساحة الأمراء) هو ملعب لكرة القدم يقع في الجانب الغربي لـمدينة باريس بفرنسا، أفتتح في يوم 4 يونيو 1972، تبلغ السعة الأجمالية للمتفرجين حوالي 45.127 متفرج، ويعتبر المقر الرئيسي لفريق باريس سان جيرمان لكرة القدم منذ عام 1973.
الراحة والرؤية الجيدة للمشجعين كانت هي شعارات لجنة المهندسين المعماريين المكونة من الشخصين روجر تيليبيرت وسيافاش تيموري، أصبح الملعب تابعا لفريق باريس سان جيرمان بداية من يونيو 1973 ، يعتبر ملعب الأمراء رابع أكبر ملعب في فرنسا، في عام 1967 قرر بناء ملعب لاحتضان منافسات كرة القدم والرغبي بسعة لا تتجاوز 60 ألف مقعد، ملعب الأمراء كان مقرا رئيسيا لمنتخب فرنسا لكرة القدم والرغبي حتى تم بناء ملعب فرنسا سنة 1998 لاحتضان منافسات نهائيات كأس العالم، يحمل الملعب هذا الآسم من سنة 1990. في البداية كان الملعب مسرحا لأقامة العديد من الأحداث الرياضية الكبرى، أقيمت فيه مبارتين من منافسات كأس العالم 1998 التي نظمت آنذاك في فرنسا، أستضاف أيضا 3 نهائيات من كأس رابطة أبطال أوروبا، أستضاف 2 نهائيات من كأس الأتحاد الأوربي (الدوري الأوربي حاليا) أستضاف نهائي واحد من مسابقة أبطال الكؤوس ـ نهائيين من كأس اللاتين،4 نهائيات من كأس USFSA ، كما شهد الملعب العديد من الأستضافات كـ تنظيم الحفلات الموسيقية وبطولات الملاكمة وفي الآونة الأخيرة لم يستضف الملعب أكبر التظاهرات وأصبح ملعب فرنسا هو الملعب الوحيد الذي يستضيف مثل هاته الأحداث .
في عام 2019 استضاف الملعب كأس العالم للسيدات لأول مرة، وتم اختيار الملعب مسبقًا من قبل لجنة باريس لدورة الألعاب الأولمبية الصيفية 2024، وسيستضيف مباريات كرة القدم.

## معرض صور

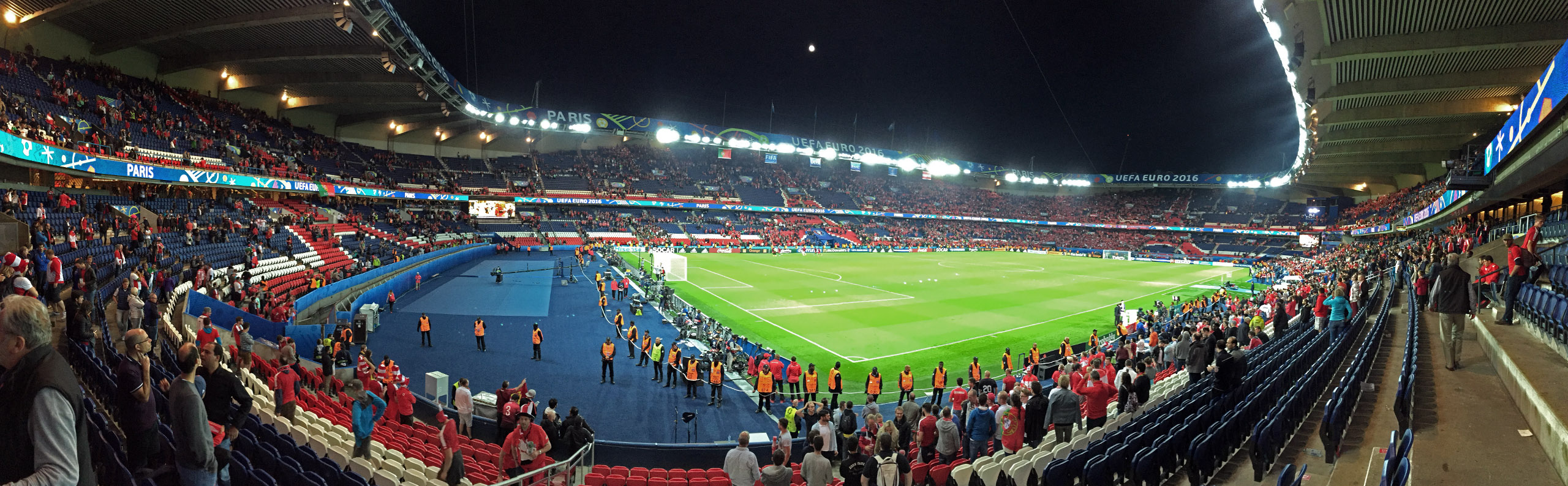
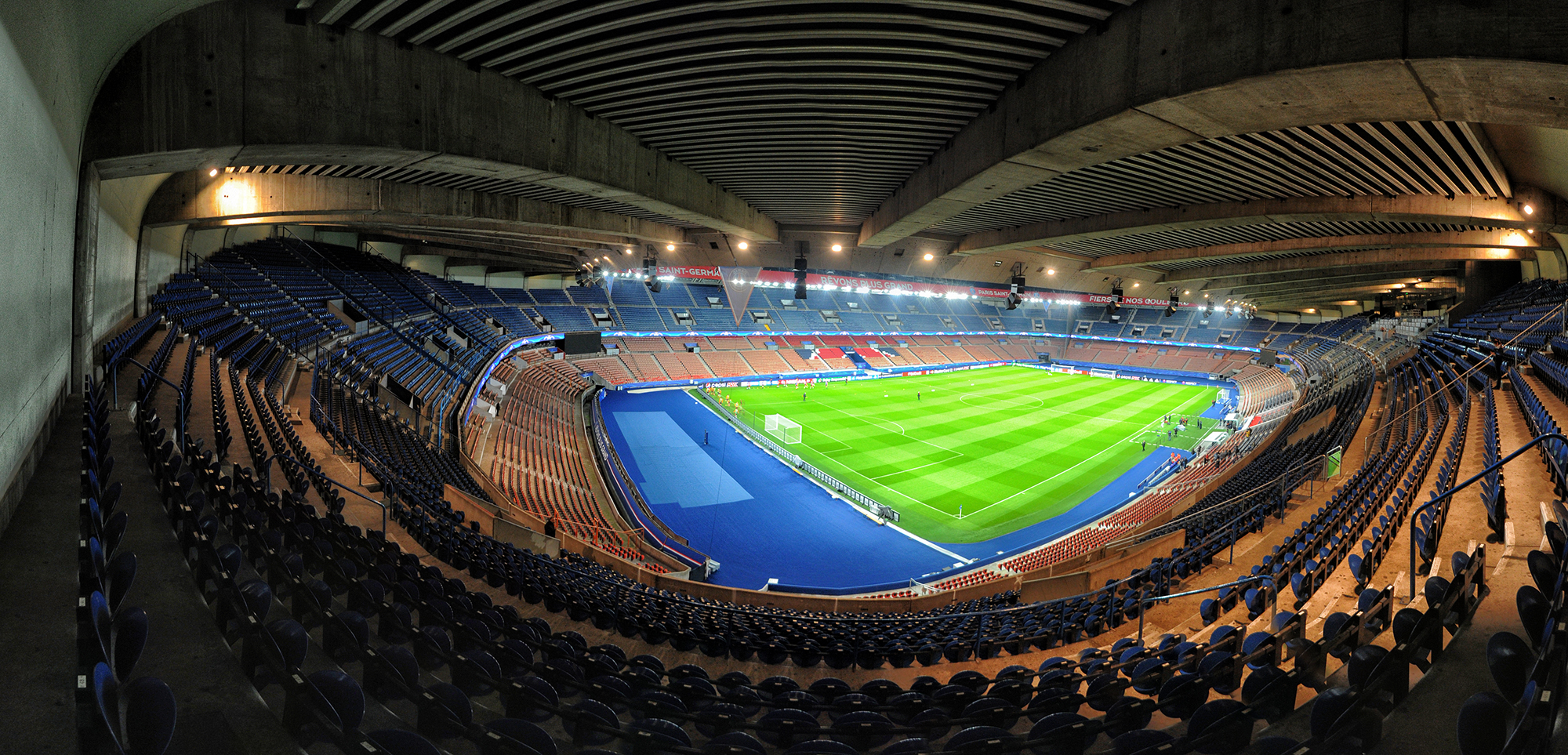
ملعب بارك دي برينس وملعب جان بوين

## وصلة خارجية
- PSG.fr (بالفرنسية) (بالإنجليزية)